# Мормодес
Мормо́дес (лат. Mormodes) — род многолетних эпифитных травянистых растений семейства Орхидные.
Распространены в Центральной и Южной Америке.
Аббревиатура родового названия используемая в промышленном и любительском цветоводстве — Morm.

## Морфологическое описание
Симподиальные растения средних размеров.
Псевдобульбы мясистые, веретеновидные.
Листья тонкие, как правило овально-ланцетные и заостренные на конце.
Цветки долгоживущие, у многих видов ароматные, разнообразной окраски (красные, бордовые, оранжевые, розовые или желтые), часто с полосками или пятнами на лепестках и чашелистиках.
Поллиниев 2 или 4.

## Виды
Список видов (включая устаревшие названия) — по данным Королевских ботанических садов в Кью:

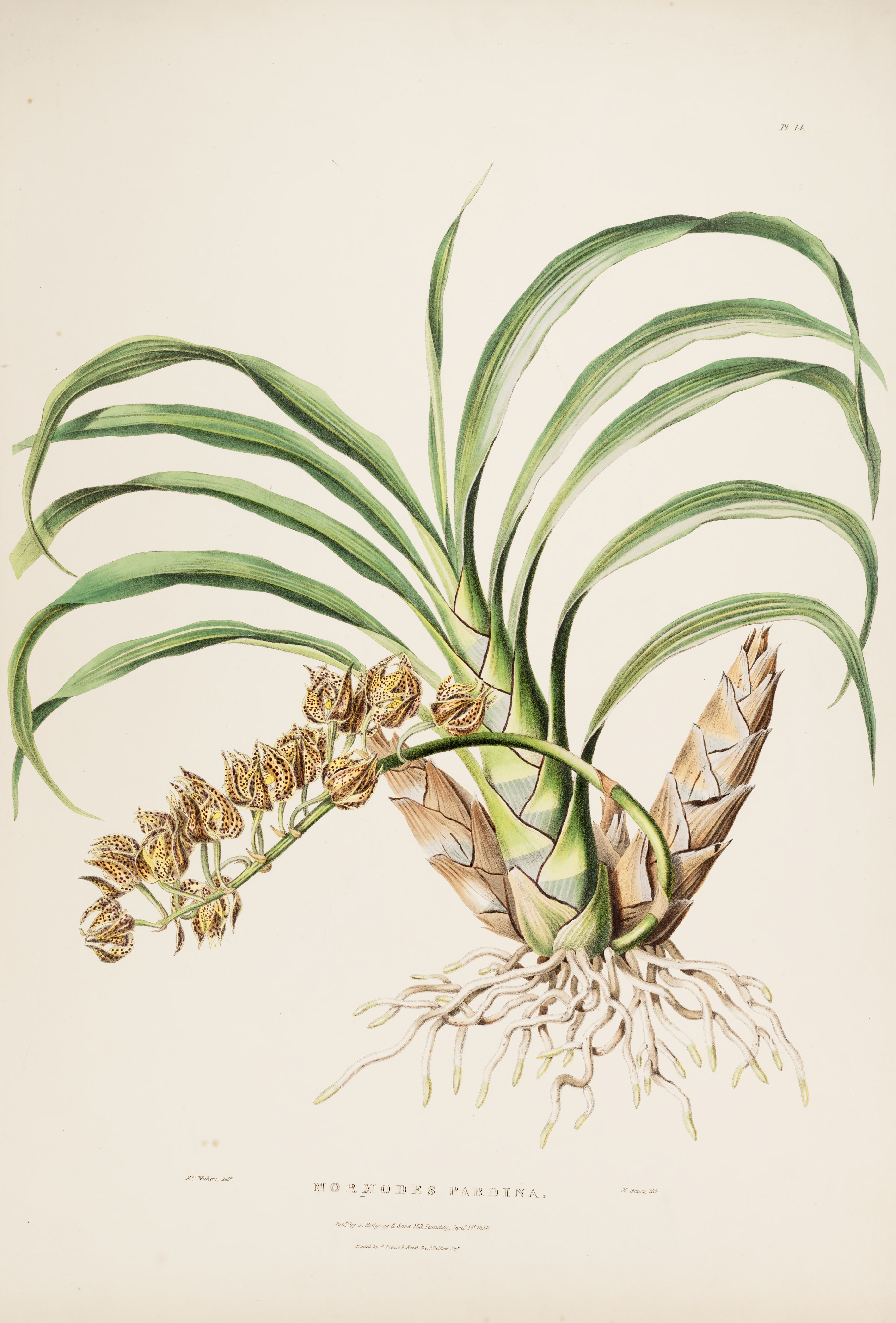
Mormodes maculata
Ботаническая иллюстрация из «The Orchidaceae of Mexico and Guatemala», pl. 14, 1842 г.

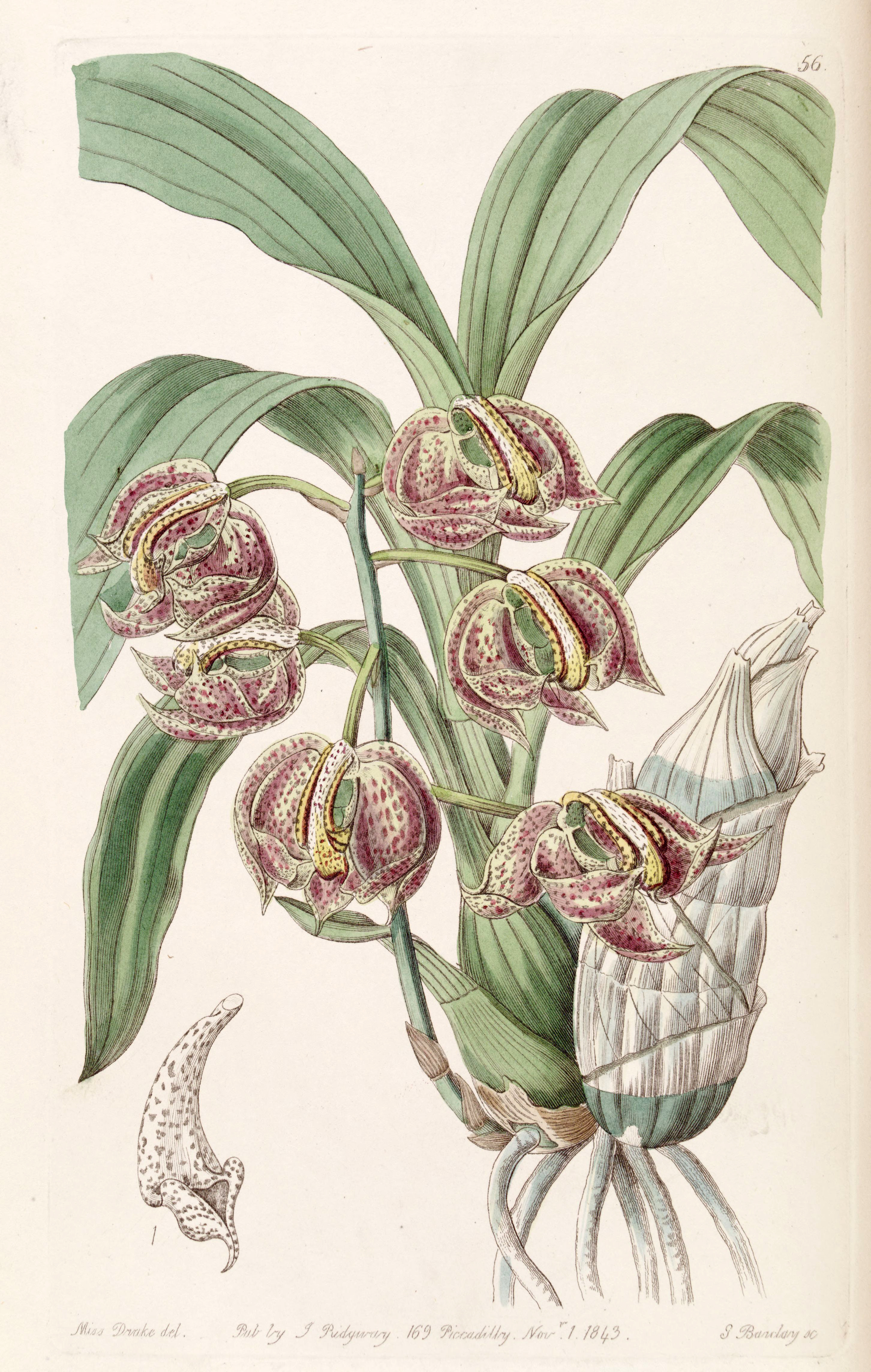
Mormodes aromatica
Ботаническая иллюстрация из «Edwards’s Botanical Register», volume 29 (NS 6) plate 56. 1843 г.

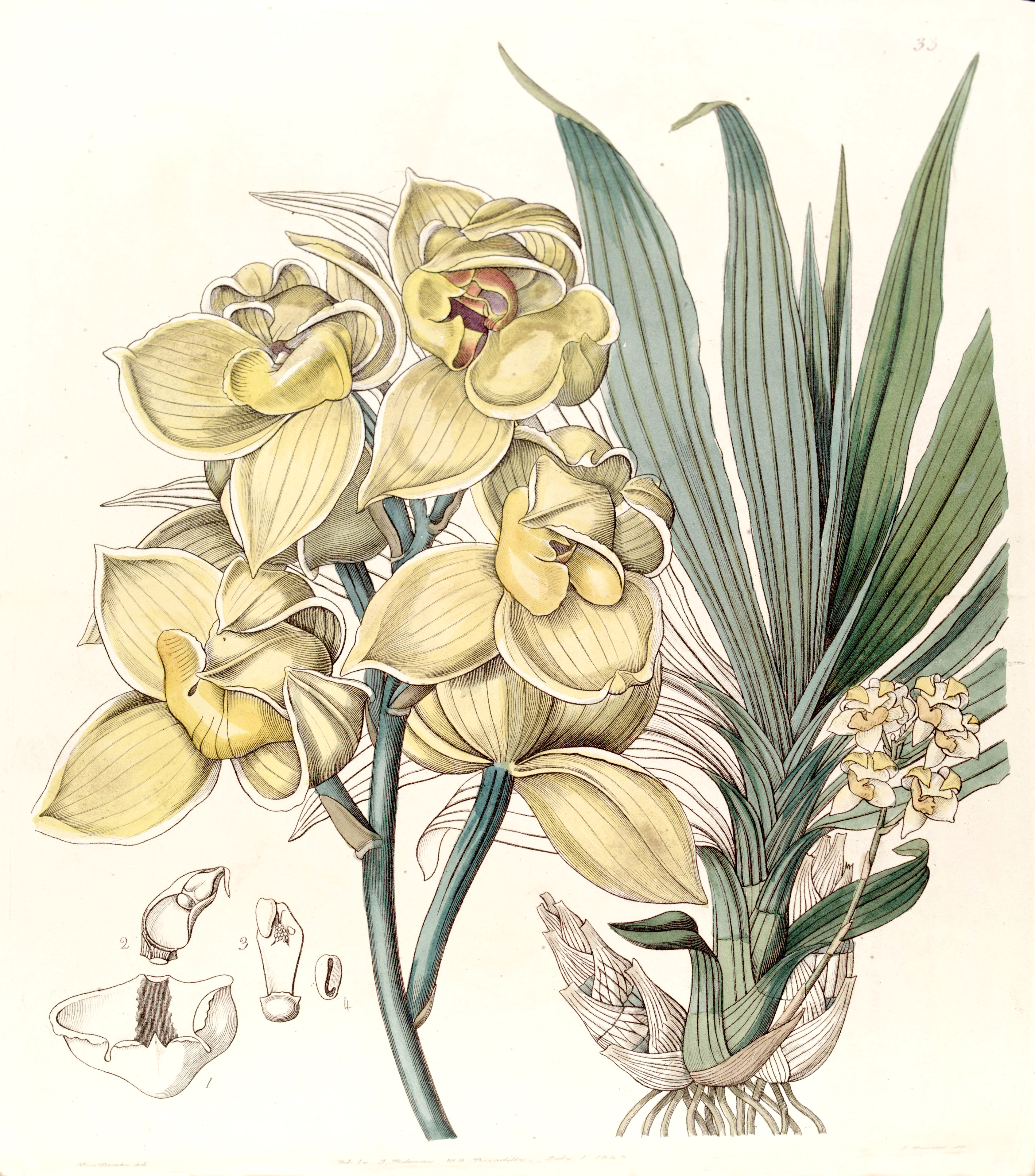
Mormodes luxata
Ботаническая иллюстрация из «Edwards’s Botanical Register», volume 29 (NS 6) plate 33. 1843 г.

- Mormodes andicola Salazar, Orquídea (Mexico City), n.s., 12: 190 (1992)
- Mormodes andreettae Dodson, Icon. Pl. Trop. 5: t. 462 (1982)
- Mormodes arachnopsis Archila & Chiron, Richardiana 11: 191 (2011)
- Mormodes aromatica Lindl., Edwards's Bot. Reg. 27(Misc.): 76 (1841)
- Mormodes atropurpurea Hook., Bot. Mag. 77: t. 4577 (1851), nom. illeg.

## Охрана исчезающих видов
Все виды рода Mormodes входят в Приложение II Конвенции CITES. Цель Конвенции состоит в том, чтобы гарантировать, что международная торговля дикими животными и растениями не создаёт угрозы их выживанию.

## В культуре

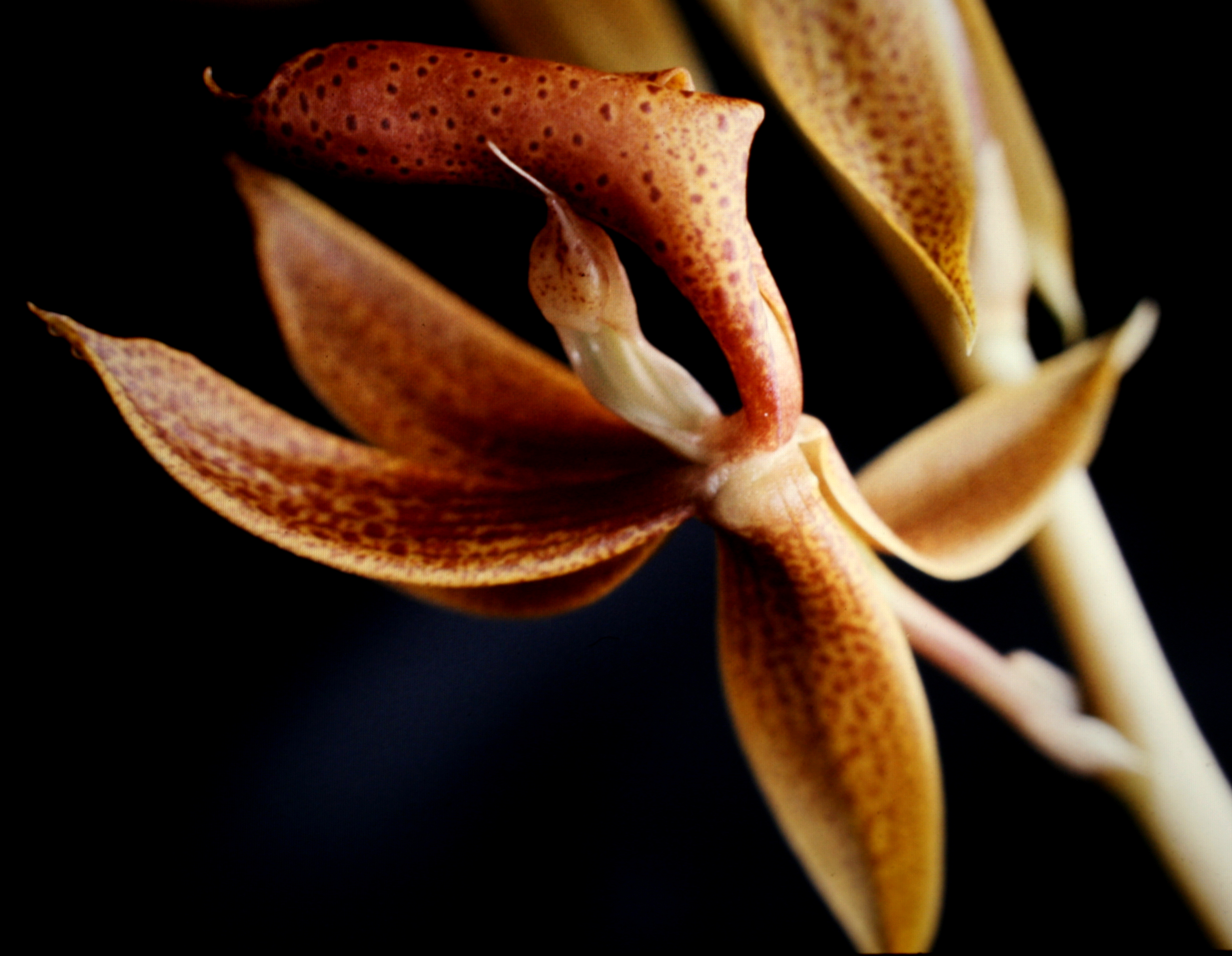
Mormodes buccinator

В культуре относительно простые растения. Рекомендации по культивированию во многом аналогичны роду цикнохес.
Температурная группа от теплой до умеренной в зависимости от экологии вида. 
 В период роста нуждаются в обильном поливе и регулярных подкормках. После цветения растение сбрасывает листья и отдыхает. В период покоя растения не поливают. Возобновляют полив постепенно и только с появлением новых побегов.
По требованиям к свету представители рода мормодес близки каттлеям. Растениям требуется около 2500—4000 FC, но многие виды способны адаптироваться как к более высокой (5000 FC), так и более низкой освещенности (1500 FC) .

## Болезни и вредители
Представители рода мормодес в культуре чаще всего страдают от паутинного клеща и различных гнилей возникающих при несоблюдении температурного режима содержания. 